# Acrocercops clepsinoma
Acrocercops clepsinoma là một loài bướm đêm thuộc họ Gracillariidae. Nó được tìm thấy ở Tamil Nadu, Ấn Độ. Nó được miêu tả bởi Edward Meyrick năm 1916.